# Мамука Мамулашвілі
Мамука Мамулашвілі (груз. მამუკა მამულაშვილი; нар. 22 квітня 1978 Тбілісі, Грузія), відомий як Ушангі (груз. უშანგი) — військовослужбовець, засновник і командир «Грузинського національного Легіону» в АТО, магістр з дипломатії. У 2023 році — один із командирів 2-го інтернаціонального легіону. Президент Національної федерації змішаних єдиноборств Грузії.
Володіє англійською, українською, французькою, російською мовами.

## Життєпис

### Конфлікт в Абхазії 1992—1993
У 14 років пішов на війну, в батальйон до батька генерала Зураба Мамулашвілі, командира одного із грузинських підрозділів. Брав безпосередню участь у боях проти сепаратистів та російських найманців. 6 червня 1993 року російські бойовики захопили в полон родину одного із бійців підрозділу Зураба Мамулашвілі і поставили вимогу, або батальйон складає зброю, або родину розстріляють. Зураб із сином і залишком групи склали зброю та були перевезені до форпосту в місті Гудаута.
Після трьох місяців важкого полону, що супроводжувався катуваннями, імМамуку обміняли на абхазця.

### Навчання
Попри пережиті психологічні травми, Мамука спромігся закінчити Black Sea University у Тбілісі, а також здобув вищу освіту в Парижі в Центрі дипломатичних та стратегічних наук. Здобув ступінь магістра з дипломатії.

### Громадська діяльність
2008 — організував недержавну організацію, що орієнтована на надання допомоги родинам ветеранів.

### Війна в Україні
Коли в Україні почалася Революція гідності, Мамука був на змаганнях з ММА (від англ. Mixed Martial Arts — змішані бойові мистецтва) в Баку (Азербайджан). Збірна Грузії зайняла 3 місце. На нагородження грузини вийшли з українськими прапорами та оголосили, що підтримують Майдан і волевиявлення українського народу.
Мамука їде до України з кількома однодумцями, з якими створив бойовий підрозділ — «Грузинський національний легіон». З перших днів війни добровольці взяли участь у бойових операціях по всій лінії фронту, підтримуючи військовослужбовців та міліцію.
Легіон в основному виконує розвідувальні та диверсійні завдання на окупованій території.
Брав участь у боях за Дебальцеве, також у боях за Луганський аеропорт.
10 лютого 2016 року Грузинський національний легіон став невіддільною частиною українського війська. Грузини стали першими іноземцями, які офіційно увійшли до складу Збройних Сил України.

### Творчість
На честь грузинських легіонерів 28 лютого 2016 року, киянка Алла В'юн написала вірш «Героям Грузинського Легіону». На 38-ий день народження командира Легіону Мамуки Мамулашвілі, нею був написаний вірш-присвята «В четырнадцать я стал солдатом»
На 25-ту річницю Незалежності України з-під пера вийшов вірш «Посвящение воинам АТО (борцам за Независимость Украины)», в пам'ять про грузинських бійців, які загинули у боях за українські міста Щастя і Маріуполь.

## Нагороди
- Орден Вахтанга Горгасалі 3-го ступеня (1992) — єдиний кавалер, нагороджений у підлітковому віці.
- Орден «Народний Герой України»
- Орден «За мужність»
- Хрест Івана Мазепи
- Медаль «За жертовність і любов до України»